# Harry Styles
Harry Edward Styles (/ˈharē ˈstɑɪ.əlz/) (sinh ngày 1 tháng 2, năm 1994) tại Worcestershire, Redditch, Anh, là một ca sĩ, nhạc sĩ, diễn viên người Anh, là cựu thành viên của nhóm nhạc nam One Direction. Anh bắt đầu sự nghiệp âm nhạc bằng việc làm ca sĩ cho một nhóm nhạc nhỏ tên là White Eskimo tại quê nhà Chapel, Cheshire. Năm 2010, Styles thử giọng trong một chương trình truyền hình Anh quốc The X Factor. Sau khi bị loại với tư cách ca sĩ solo, Styles được gọi lại cuộc thi, cùng với những thí sinh khác, thành lập lên nhóm nhạc One Direction, nhóm đã trở thành một trong những nhóm nhạc nam bán chạy nhất mọi thời đại trước khi tạm ngừng hoạt động vô thời hạn vào năm 2016.
Styles đã phát hành album solo đầu tay mang tên mình thông qua Columbia Records vào năm 2017. Nó ra mắt ở vị trí thứ một ở Anh và Mỹ, đồng thời là một trong những album bán chạy nhất thế giới trong năm, trong khi đĩa đơn chính "Sign of the Times" đứng đầu UK Singles Chart. Album thứ hai của Styles, Fine Line (2019), đứng đầu bảng xếp hạng Billboard 200 của Mỹ với doanh số tuần đầu tiên lớn nhất từ trước đến nay của một nam nghệ sĩ người Anh và album lọt vào 500 album vĩ đại nhất của Rolling Stone. Đĩa đơn thứ tư, "Watermelon Sugar" đứng đầu bảng xếp hạng Billboard Hot 100 của Mỹ. Với đĩa đơn đứng đầu bảng xếp hạng "As It Was", album thứ ba của Styles Harry's House (2022), được đón nhận rộng rãi và phá vỡ nhiều kỷ lục.
Styles đã nhận được một số giải thưởng, bao gồm sáu giải Brit, ba giải Grammy, một giải Ivor Novello và một giải thưởng Âm nhạc Mỹ. Các vai diễn của anh bao gồm phim chiến tranh năm 2017 Cuộc di tản Dunkirk của đạo diễn Christopher Nolan, Em yêu đừng sợ và My Policeman (cả hai đều năm 2022). Ngoài âm nhạc và diễn xuất, anh còn được biết đến với gu thời trang ấn tượng. Anh ấy là người đàn ông đầu tiên xuất hiện solo trên trang bìa của Vogue.

## Cuộc sống thời nhỏ
Harry Edward Styles sinh ngày 1 tháng 2 năm 1994 tại Worcestershire, Anh, là con trai của Anne Twist (khai sinh Selly trước đây là Cox) và Desmond "Des" Styles. Khi còn nhỏ anh cùng cha mẹ và chị gái, Gemma, chuyển đến ngôi làng Holmes Chapel, Cheshire. Cha mẹ ly hôn khi anh mới bảy tuổi, và mẹ anh sau đó tái hôn với đối tác kinh doanh John Cox, nhưng họ ly hôn nhiều năm sau đó. Cuộc hôn nhân tiếp theo của mẹ anh với Robin Twist, đã qua đời vì bệnh ung thư vào năm 2017, Styles có một người anh kế tên Mike và một người em kế tên Amy.
Styles nói rằng anh ấy có một "tuổi thơ tuyệt vời" và luôn được cha mẹ ủng hộ. Khi còn nhỏ, anh đã cover trên chiếc máy hát karaoke được ông nội tặng, và bài hát đầu tiên anh thu âm là "The Girl of My Best Friend" của Elvis Presley. Styles đã theo học tại trường Holmes Chapel Comprehensive School, nơi anh là ca sĩ chính trong ban nhạc White Eskimo, ban nhạc đã giành chiến thắng trong cuộc thi Battle of the Bands tại địa phương. Năm 16 tuổi, anh làm công việc bán thời gian tại W. Mandeville Bakery ở Holmes Chapel.

## Sự nghiệp

### 2010-2015: The X Factor và One Direction

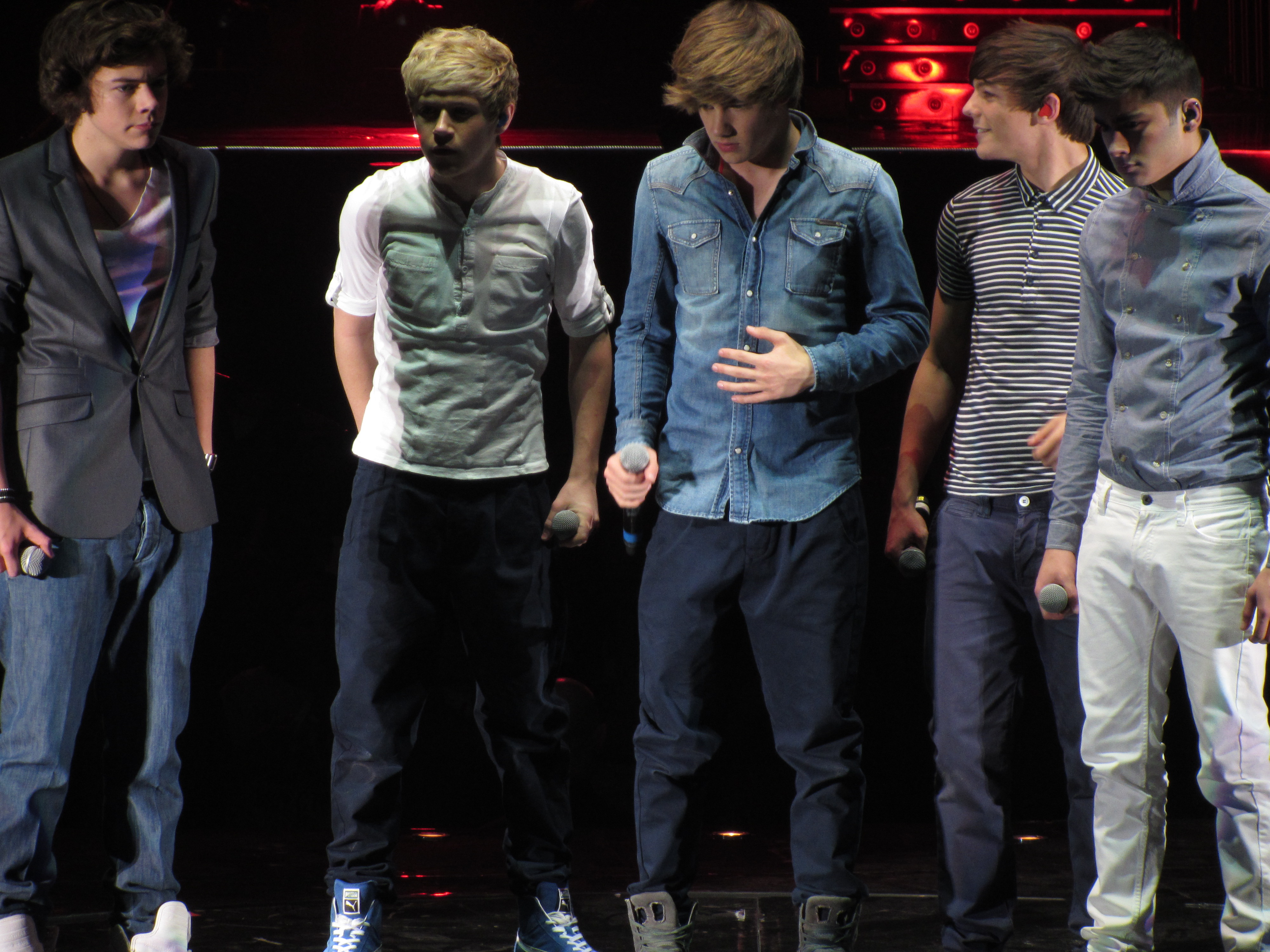
Styles (trái) với One Direction ở The X Factor Live Tour năm 2011

Theo lời khuyên của mẹ mình, ngày 11 tháng 4 năm 2010, Harry Styles đã tham gia thử giọng với tư cách ca sĩ solo cho cuộc thi âm nhạc nước Anh lần thứ 7 The X Factor. Tại buổi thử giọng, anh đã thể hiện ca khúc "Hey, Soul Sister" của Train, sau khi được Simon Cowell gợi ý rằng bài hát không phù hợp với anh ấy, thay vào đó anh ấy đã trình bày ca khúc "Isn't She Lovely" của Stevie Wonder. Anh thất bại trong việc tiến vào vòng trong trong hạng mục ca sĩ nam của nhà ban giám khảo. Bốn người khác cùng độ tuổi trong nhóm anh cũng thất bại, nhưng sau đó họ được đặt vào một nhóm thi đấu vào tháng 7 năm 2010, trong phần "trại hè" của chương trình. Nicole Scherzinger, một giám khảo khách mời, và Simon Cowell được cho rằng là người đã lên ý tưởng với việc hình thành một nhóm nhạc thi đấu. Nhóm nhạc bao gồm Styles, Niall Horan, Liam Payne, Louis Tomlinson và Zayn Malik đã cùng nhau tập luyện trong vòng 2 tuần. Styles nói rằng anh là người đã đề xuất tên nhóm One Direction với nhóm nhạc và tất cả đều đồng ý với tên gọi đó. Trong vòng 4 tuần đầu của chương trình trực tiếp, họ đã trở thành quân bài cuối cùng của Cowell. Nhóm nhạc nhanh chóng thu hút sự chú ý tại Anh. Tháng 12 năm 2010, One Direction cán đích The X Factor ở vị trí thứ ba sau Rebecca Ferguson và Matt Cardle.

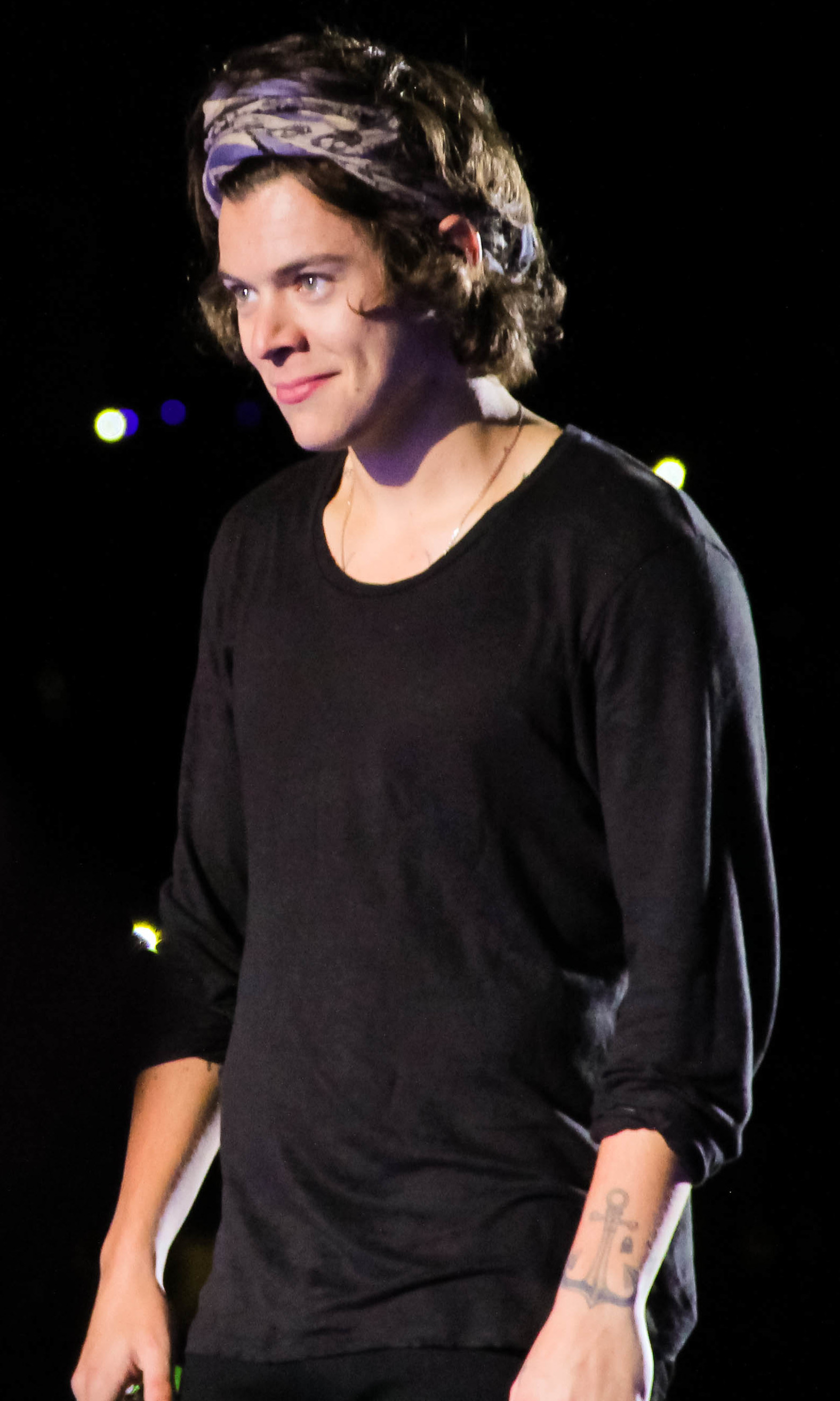
Styles trong chuyến lưu diễn Where We Are Tour năm 2014

Tháng 1 năm 2011, One Direction xác nhận đã ký một hợp đồng thu âm bởi Cowell, hợp đồng được cho rằng có trị giá 2 triệu bảng với hãng đĩa Syco Records. Đĩa đơn đầu tiên của One Direction mang tên "What makes you beautiful" được phát hành đã cán đích vị trí số 1 tại bảng xếp hạng Đĩa đơn UK vào tháng 9 năm 2011 và theo đó là album phòng thu đầu tiên "Up All Night" được phát hành sau đó hai tháng.Album bao gồm ba bài hát do Styles đồng sáng tác đã đưa One Direction trở thành nhóm nhạc Anh đầu tiên có album đầu tiên đạt vị trí quán quân tại Mỹ. Bốn album phòng thu của họ Take Me Home (2012), Midnight Memories (2013), Four (2014) và Made in the A.M. (2015) tất cả ra mắt với vị trí đứng đầu ở Anh.Midnight Memories là album bán chạy nhất thế giới năm 2013, đi kèm là chuyến lưu diễn Where We Are Tour có doanh thu cao nhất năm 2014 và cũng là chuyến lưu diễn có doanh thu cao nhất mọi thời đại của một nhóm nhạc. Sau khi phát hành Four, One Direction trở thành nhóm nhạc duy nhất trong lịch sử 58 năm của bảng xếp hạng album Billboard 200 khi có bốn album đầu tiên ra mắt với vị trí số một. Các album đã tạo ra một chuỗi các đĩa đơn thành công bao gồm "Live While We're Young", "Little Things", "Best Song Ever", "Story of My Life", "Drag Me Down" và "History". Styles cũng đồng sáng tác ca khúc "Just a Little Bit of Your Heart" của Ariana Grande album năm 2014 My Everything.
Không muốn gây "mệt mỏi" cho người hâm mộ, theo đề xuất của Styles, nhóm nhạc đã tạm dừng hoạt động vô thời hạn vào năm 2016, sau khi hoàn thành các hoạt động quảng bá liên quan đến Made in the A.M. Kể từ khi ra mắt, One Direction đã bán được 70 triệu đĩa trên toàn thế giới, bao gồm 7,6 triệu album và 26 triệu đĩa đơn ở Mỹ, trở thành một trong những nhóm nhạc bán chạy nhất mọi thời đại. Nhóm đã giành được rất nhiều giải thưởng, bao gồm 7 giải Brit, 7 giải thưởng Âm nhạc Mỹ, 6 giải thưởng Âm nhạc Billboard, và 4 Giải Video âm nhạc của MTV.

### 2016-2018:Harry StylesvàDunkirk
Tháng 2 năm 2016, Styles rời khỏi công ty quản lý nhóm nhac One Direction, Modest Management và tham gia công ty quản lý Full Stop của Jeffrey Azoff. Styles lập nên hãng thu âm của riêng mình mang tên Erskine Records vào tháng năm và tháng sáu anh ký hợp đồng thu âm với hãng đĩa Columbia với tư cách nghệ sĩ cá nhân, đây cũng là hãng đĩa đứng sau One Direction. Công việc thu âm cho album solo đầu tiên của anh diễn ra trải dài năm 2016 tại Los Angeles, London và Port Antonio, Jamaica, tại đây anh và các cộng sự đã dành 2 tháng ở ẩn để viết nhạc. Tháng ba 2017, Styles công bố đĩa đơn solo đầu tiên của mình mang tên "Sign of the Times" sẽ phát hành vào ngày 7 tháng 4. Đĩa đơn này sau đó đã đạt được vị trí số một tại bảng xếp hạng đĩa đơn Anh và vị trí số bốn tại bảng xếp hạng Billboard Hot 100. Bài hát mang phong cách glam rock với âm hưởng từ dòng nhạc soft rock power ballad, ngoài ra nó còn được đặt so sánh với sáng tác của David Bowie. Rolling Stone đánh giá đây là bài hát hay nhất năm 2017. Styles xuất hiện trong video âm nhạc của bài hát này trong vai diễn bay và đi lại trên mặt nước, video này đã thắng giải Video của năm của lễ trao giải BRIT. Anh tham gia với tư cách khách mời âm nhạc trong chương trình truyền hình Saturday Night Live vào ngày 15 tháng 4, tại Mỹ, và sáu ngày sau đó anh ra mắt trên truyền hình với tư cách nghệ sĩ cá nhân lần đầu tiên trên chương trình The Graham Norton Show tại quê nhà.

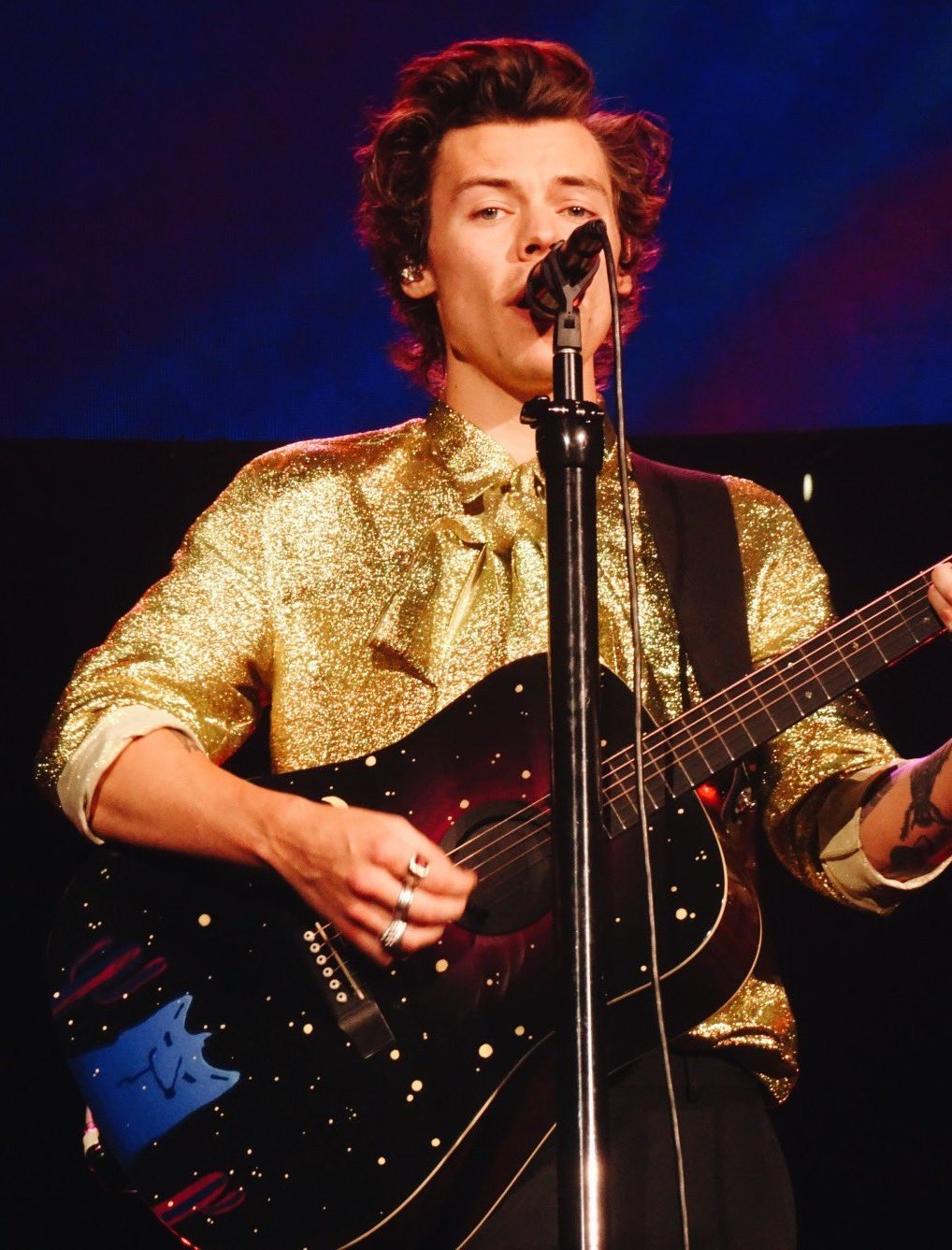
Styles biểu diễn tại Denver, Colorado năm 2018

Album đầu tay của anh ấy - Harry Styles được phát hành vào tháng 5 năm 2017 , sau đó nó đã đứng đầu ở một số quốc gia, bao gồm Úc, Anh và Mỹ. Đĩa hát mang âm hưởng của soft rock năm 1970 và được Variety mô tả là "một loại cocktail cổ điển của ảo giác, Britpop và balladry". Album nhận được đánh giá chung tích cực từ các nhà phê bình  và được đưa vào danh sách các album hay hất năm 2017 của một số tạp chí. Harry Styles đã phát hành thêm hai đĩa đơn, "Two Ghosts" và "Kiwi". Bộ phim Harry Styles: Behind the Album, ghi lại quá trình viết và thu âm cho album, được phát hành độc quyền vào tháng 5 trên Apple Music. Styles bắt đầu chuyến lưu diễn đầu tiên của mình, Harry Styles: Live on Tour, từ tháng 9 năm 2017 đến tháng 7 năm 2018, biểu diễn ở Bắc và Nam Mỹ, Châu Âu, Châu Á và Úc. Trong chuyển lưu diễn, anh ấy đã ra mắt hai bài hát chưa phát hành là "Anna" và "Medicine".
Styles đã ra mắt bộ phim điện ảnh của mình trong bộ phim chiến tranh Cuộc di tản Dunkirk của Christopher Nolan vào tháng 7 năm 2017, vào vai của một người lính Anh tên là Alex trong cuộc di tản Dunkirk trong Chiến tranh thế giới thứ hai. Anh ấy xuất hiện cùng với dàn diễn viên bao gồm Fionn Whitehead, Tom Glynn-Carney, Jack Lowden, Kenneth Branagh, Cillian Murphy, Mark Rylance và Tom Hardy. Styles dành được vai diễn trước "hàng nghìn thanh niên", Nolan sau đó tiết lộ rằng ông ấy không biết về sư nổi tiếng của Styles và anh ấy được chọn "vì anh ấy phù hợp với vai diễn một cách tuyệt vời và thực sự giành được một chỗ đứng trong bộ phim". Nhà phê bình phim Robbie Collin của The Daily Telegraph khen ngợi Styles vì có "màn trình diễn nổi bật, thuyết phục bất ngờ không gây chói tai".
Vào tháng 11 năm 2017, BBC One đã phát sóng Harry Styles at the BBC, chương trình đặc biệt kéo dài mộ giờ do Nick Grimshaw dẫn chương trình. Cuối tháng, anh biểu diễn tại Victoria's Secret Fashion Show tổ chức tại Thượng Hải. Tại 2017 ARIA Music Awards, Styles nhận giải Nghệ sĩ quốc tế xuất sắc nhất. Anh làm khách mời The Late Late Show with James Corden vào tháng 12. Cùng với, Jack Antonoff và Ilsey Juber, Styles đồng sáng tác "Alfie's Song (Not So Typical Love Song)", do ban nhạc Bleachers thể hiện cho nhạc phim Love, Simon (2018). Năm 2018, Styles bắt đầu làm người mẫu cho hãng thời trang Gucci của Ý, xuất hiện trong một số chiến dịch cho thương hiệu này.

### 2019-2021:Fine Line

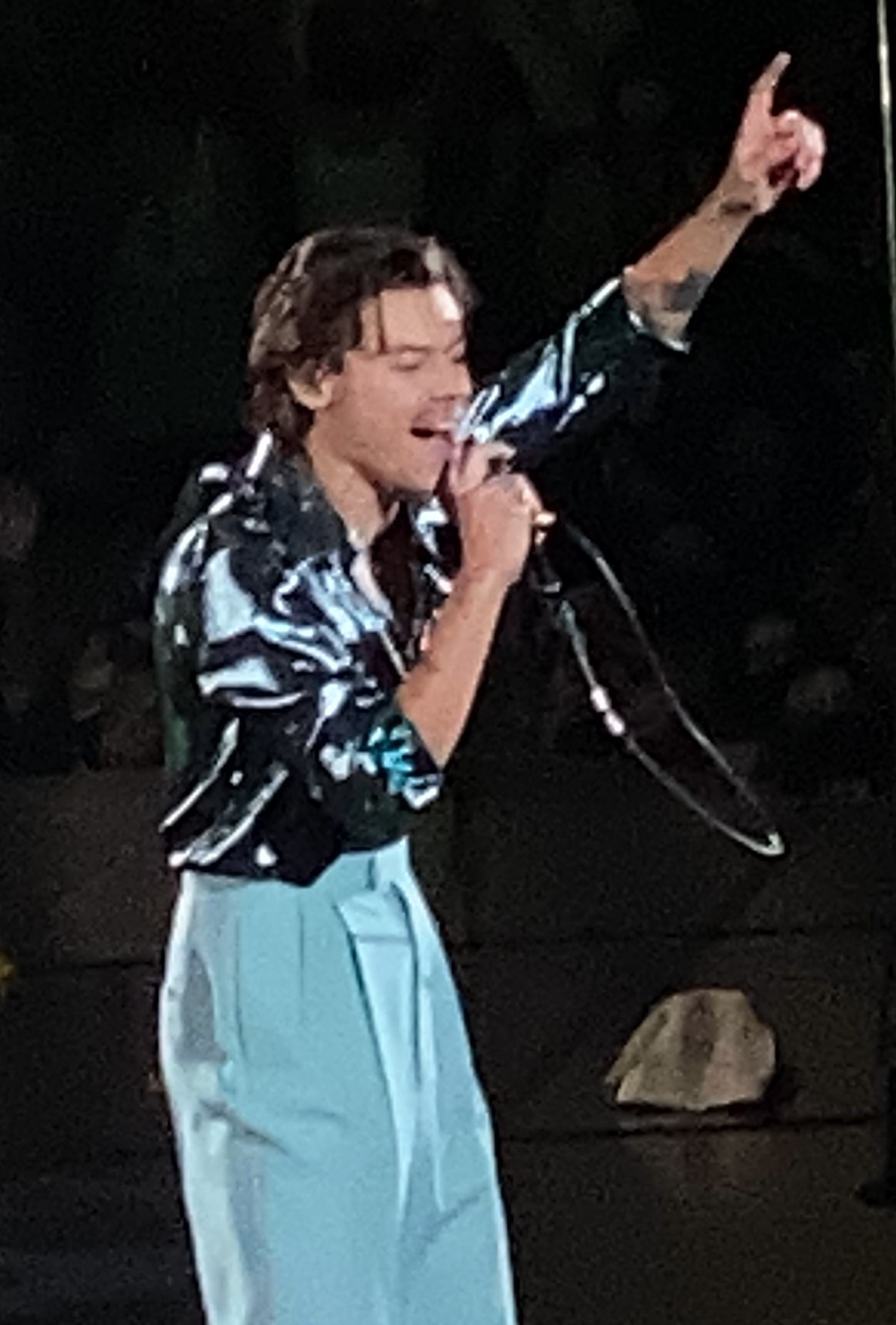
Styles biểu diễn ở Little Rock, Arkansas năm 2021

"Lights Up", đĩa đơn chính trong album thứ hai của Styles - Fine Line được phát hành vào tháng 10 năm 2019, ra mắt ở vị trí thứ ba tại Anh. Bài hát có một "sự kết hợp nhẹ nhàng vào dòng chảy nhạc pop"- theo nhà viết nhạc Jon Caramanica. Styles vừa là người dẫn chương trình vừa là nghệ sĩ khách mời trên Saturday Night Live vào tháng mười một. Đĩa đơn thứ hai trước Fine Line, "Adore You" được phát hành vào tháng mười hai, đạt vị trí thứ bảy ở Anh và vị trí thứ sáu ở Mỹ. Trong tháng ấy, Styles là khách mời của The Late Late Show with James Corden.
Fine Line được phát hành vào ngày mười ba tháng mười hai. Album được thu âm tại phòng thu Shangri-La ở Malibu, California cùng với một nhóm sản xuất đằng sau album đầu tay của Styles và có âm thanh tương tự như Harry Styles đồng thời kết hợp các yếu tố của funk và soul. Nó nhận được đánh giá chung tích cực từ các nhà phê bình. Album đạt vị trí thứ hai tại Anh  và đứng đầu các bảng xếp hạng ở Mỹ, phá vỡ kỷ lục là album đầu tay có doanh thu lớn nhất từ một nam nghệ sĩ người Anh tại Mỹ kể từ khi Nielsen Soundscan bắt đầu theo dõi dữ liệu bán hàng điện tử vào năm 1991.Rolling Stone xếp nó ở vị trí 491 trong danh sách "500 album vĩ đại nhất" năm 2020 của họ. Năm đĩa đơn khác, "Falling", "Watermelon Sugar", "Golden", "Treat People with Kindness" và ca khúc chủ đề được phát hành từ album."Watermelon Sugar" trở thành đĩa đơn thứ tư lọt vào top 10 tại Anh của Styles, cũng như là đĩa đơn quán quân đầu tiên của anh tại Mỹ. Chuyến lưu diễn để ủng hộ cho Fine Line mang tên Love On Tour, ban đầu dự kiến diễn ra trong suốt năm 2020, đã bị hoãn lại đến năm 2021 do Đại dịch COVID-19.
Tại Giải Brit 2020, Styles được đề cử cho Nam nghệ sĩ solo người Anh và Album Anh của năm. Vào tháng 3 năm 2020, anh ấy biểu diễn tại NPR Tiny Desk. Styles đồng sáng tác bài hát "Changes" cho album của Cam - The Other Side. Cuối năm đó, Styles giành giải Album Pop/Rock được yêu thích nhất cho Fine Line tại Giải thưởng âm nhạc Mỹ lần thứ 48, giải thưởng Nghệ sĩ quốc tế xuất sắc nhất tại Giải thưởng âm nhạc ARIA lần thứ 34, và Giải thưởng thành tựu bảng xếp hạng tại Giải thưởng Âm nhạc Billboard lần thứ 27. Anh ấy cũng được vinh danh là Người tạo hit của năm trên tạp chí Variety. Tại Giải Grammy lần thứ 63 vào tháng 3 năm 2021, anh nhận được ba đề cử cho Album giọng pop xuất sắc nhất (Fine Line), Trình diễn đơn ca pop xuất sắc nhất (Watermelon Sugar) và Video âm nhạc hay nhất (Adore You), và anh ấy đã giành giải Trình diễn đơn ca pop xuất sắc nhất."Watermelon Sugar" cũng mang về cho cho Styles giải Brit thứ hai cho Đĩa đơn Anh của năm trong buổi lễ năm 2021. Sau lần hoãn trước đó, Love On Tour bắt đầu diễn ra vào ngày 4 tháng 9 năm 2021 tại Las Vegas. Tại lễ trao Giải Ivor Novello năm 2021, "Adore You" đã giành được giải Tác phẩm được trình diễn nhiều nhất. Styles xuất hiện với tư cách là khách mời trong vai Starfox anh trai của Thanos trong cảnh mid-credit của Vũ trụ Điện ảnh Marvel phim siêu anh hùng Chủng tộc bất tử, được phát hành vào tháng 11 năm 2021. Anh ấy đã ra mắt thương hiệu chăm sóc da và móng - Pleasing vào tháng đó.

### 2022-nay:Harry's Housevà những vai diễn tiếp theo

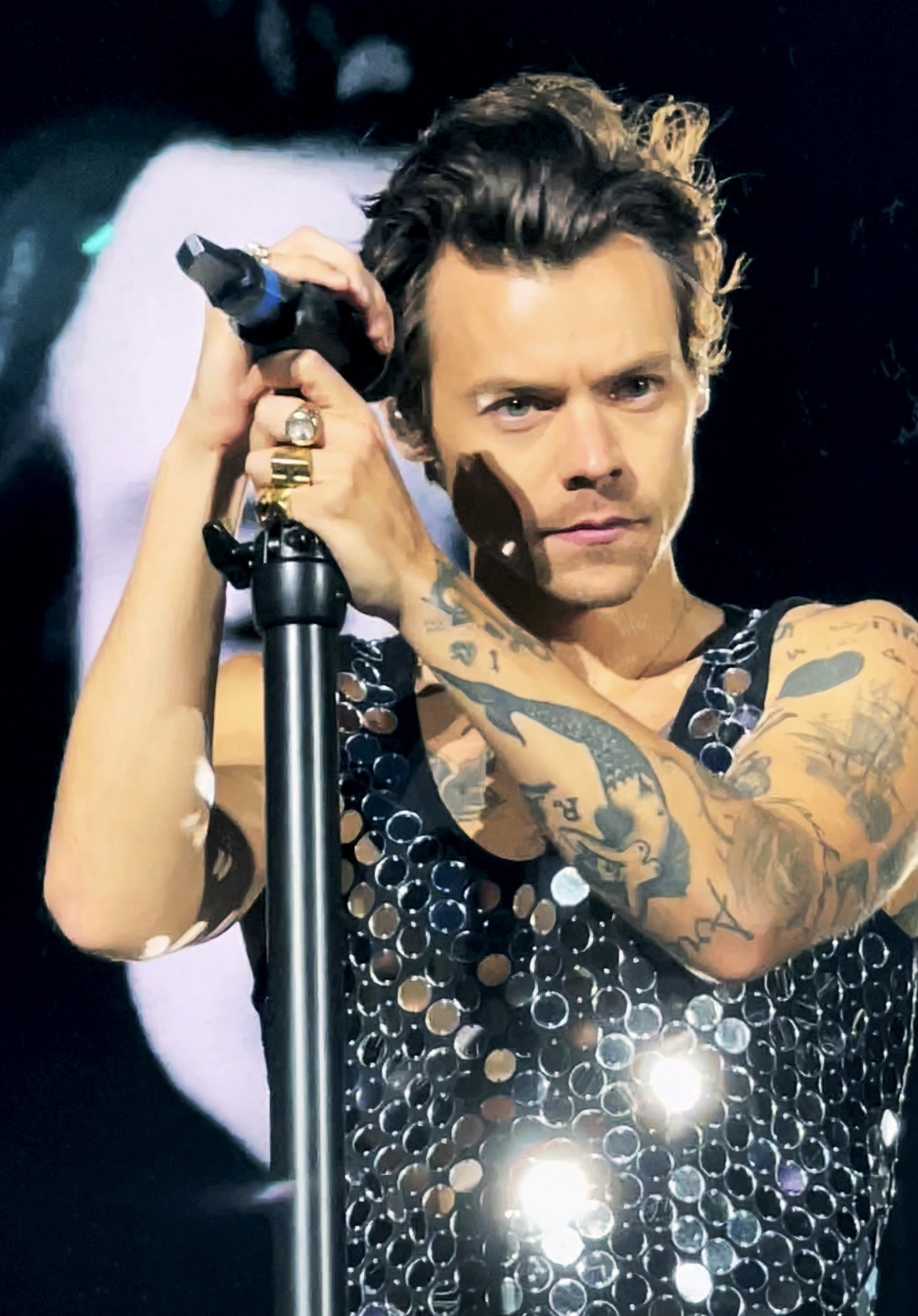
Styles biểu diễn ở Sân vận động Wembley năm 2022

Năm 2022, Styles đạt được thành công về mặt thương mại và phê bình với album thứ ba - Harry's House. Đĩa đơn chính "As It Was" đứng đầu bảng xếp hạng Anh và Mỹ, trở thành đĩa đơn quán quân thứ hai của anh ở cả hai quốc gia. Tại Mỹ nó trở thành bài hát giữ vị trí quán quân lâu thứ tư trong lịch sử bảng xếp hạng với 15 tuần. Trong tuần phát hành, Styles chiếm vị trí đầu bảng xếp hạng album và đĩa đơn cả Anh và Mỹ với Harry's House và As It Was. Với bốn bài hát trong album đồng thời lọt vào top 10 của Mỹ, anh ấy đã trở thành nghệ sĩ solo người Anh đầu tiên đạt được thành tích này. Anh ấy đã đứng đầu Lễ hội âm nhạc và nghệ thuật Thung lũng Coachella vào tháng tư. Vào tháng sáu, Styles và bài hát "Music for a Sushi Restaurant" của anh ấy được giới thiệu trong một quảng cáo AirPods mới cho Apple. Video âm nhạc cho đĩa đơn thứ hai của Harry's House, "Late Night Talking" được phát hành vào ngày mười ba tháng bảy. Cuối tháng đó, Harry's House lọt vào danh sách rút gọn cho Giải Mercury. Tại Giải Video âm nhạc của MTV năm 2022, Styles đã nhận được ba giải thưởng trong đó có Album của năm cho Harry's House.Harry's House đã chiến thắng giải Grammy cho Album của năm và giải Grammy cho Album giọng pop xuất sắc nhất tại lễ trao Giải Grammy lần thứ 65, và Album Anh của năm tại Lễ trao giải Brit lần thứ 43.
Styles đã thử vai Elvis Presley trong bộ phim tiểu sử về âm nhạc Elvis của Baz Luhrmann. Luhrmann nói rằng mặc dù "Harry Styles thực sự là một diễn viên tài năng...vấn đề là anh ấy là Harry Styles, anh ấy là biểu tượng". Styles đóng cùng với Florence Pugh trong bộ phim tâm lý tình cảm giật gân Em yêu đừng sợ do Olivia Wilde đạo diễn. Được công chiều lần đầu tại Liên hoan phim quốc tế Venice lần thứ 79, bộ phim cũng như diễn xuất của anh đã vấp phải nhiều ý kiến trái chiều. Steph Green, viết cho BBC viết rằng "Harry Styles không phù hợp với vai diễn ở đây, với các cách phối đường nét và thiếu sự nổi bật khiến các cảnh anh ấy đóng với Pugh trở nên nhạt nhẽo", nhưng một số người khác như Owen Gleiberman thì có phần tích cực hơn về mặt diễn xuất, viết rằng "Với đôi mắt mở to, mái tóc bồng bềnh và sự ngọt ngào, anh ấy nhớ lại Frank Sinatra thời trẻ khi là một diễn viên". Cũng trong năm 2022, Styles đóng vai chính  cùng với Emma Corrin trong My Policeman, bộ phim được chuyển thể từ tiểu thuyết cùng tên năm 2012 được công chiếu lần đầu tại Liên hoan phim quốc tế Toronto. Tại TIFF Tribute Awards 2022, dàn diễn viên chính của phim đã được trao Giải Tribute TIFF cho Diễn xuất. Mặc dù vậy, các nhận xét dành cho bộ phim và màn diễn xuất của anh ấy kém tích cực hơn, Robert Daniels viết "Ở bộ phim này, sự thiếu kinh nghiệm của Styles với tư cách là một nam chính trong một tác phẩm đồng tính đẫm nước mắt của Anh thật đáng kinh ngạc".
Vào tháng tám và tháng chín năm 2022, trong khuôn khổ Love On Tour, Styles đã biểu diễn 15 buổi cháy vé tại Madison Square Garden. Để đánh dấu thành tích, một biểu ngữ cố định đã đương dựng lên để vinh danh anh ấy bên trong địa điểm. Anh trở thành nghệ sĩ âm nhạc thứ ba trong lịch sử treo biểu ngữ tại Madison Square Garden. Vào tháng mười một năm 2022, Gucci phát hành bộ sưu tập hợp tác giữa Alessandro Michele và Styles, mang tên "Gucci Ha Ha Ha". Tại Giải thưởng Âm nhạc Mỹ năm 2022, Styles dành được giải Nam nghệ sĩ nhạc pop được yêu thích nhất và Bài hát nhạc pop được yêu thích nhất.

## Phong cách nghệ thuật

### Phong cách âm nhạc và ảnh hưởng
Âm nhạc của Styles được mô tả là soft rock, pop và rock, với các thể loại folk và Britpop. Phong cách âm nhạc trong album đầu tay được NME gọi là "sự pha trộn hỗ hợp giữa nhạc rock và ballad cổ điển theo phong cách Los Angeles", gợi lên "sự rung cảm soft-rock của những năm bảy mươi đầy cảm xúc" - theo Rolling Stone, và "tổng hợp từ ảnh hưởng từ nửa thế kỷ trước của nhạc rock" - theo tạp chí Time. Anh ấy bị ảnh hưởng bởi các ca sĩ mà anh ấy lớn lên nghe, chẳng hạn như Pink Floyd, The Rolling Stones, The Beatles và Fleetwood Mac, cũng như sáng tác của Harry Nilsson. Styles ca ngợi lời bài hát của Nilsson là "chân thật và rất hay, tôi nghĩ đó là vì anh ấy không bao giờ cố toả ra thông minh". Album solo thứ hai của anh ấy, Fine Line, được NME cho là đã sử dụng "âm thanh hoài cổ, [từ bản thu đầu tiên của anh ấy] và kết hợp nó với sự đặc biệt nhạc pop".
Styles cho biết "Tôi nghĩ với âm nhạc, điều quan trọng nhất là phải phát triển nó - và điều ấy mở rộng sang thời trang, video và tất cả những thứ đó. Đó là lý do tại sao bạn nhìn lại David Bowie với Ziggy Stardust hoặc The Beatles và các thời đại khác nhau của họ - sự dũng cảm ấy là nguồn cảm hứng vô cùng to lớn". Trong khi làm Fine Line, anh ấy nói rằng anh ấy xem một đoạn phim cổ điện về Bowie trên điện thoại của mình, clip ấy anh ấy đã sử dụng như một bài động viên truyền đầy cảm hứng. Anh ấy cũng đã chia sẻ rằng Freddie Mercury, Elvis Presley và Paul McCartney (bao gồm cả dự án phụ Wings) của McCartney như những người có ảnh hưởng đến Styles, đồng thời anh ấy cũng nhắc đến Shania Twain là nguồn cảm hứng chính của anh ấy về cả âm nhạc và thời trang. Album yêu thích của anh ấy là Astral Weeks của nhạc sĩ người Bắc Ireland Van Morrison, mà anh ấy gọi là "hàon toàn hoàn hảo", anh ấy cũng quan tâm đến album của Etta James - At Last! đã trở nên "hoàn hảo". Khi nghe album The Dark Side of the Moon năm 1973 của Pink Floyd khi còn nhỏ, anh ấy nói rằng anh ấy "thực sự không thể hiểu được nó, nhưng tôi chỉ nhớ được thế - điều này thực sự rất tuyệt". Album năm 1971 của Joni Mitchell - Blue đã truyền cảm hứng cho Styles liên hệ với nghệ sĩ chơi nhạc cụ dulcimer của album, người mà anh ấy làm việc cùng trong album - Fine Line.

### Biểu diễn
Styles với tư cách là nghệ sĩ solo, anh đã có những chuyến lưu diễn với tư cách nghệ sĩ nhạc rock với ban nhạc hỗ trợ. Ngoài giọng hát thì Styles còn chơi guitar acoustic. Tay chơi guitar chính Mitch Rowland và tay trống kiêm ca sĩ Sarah Jones đã đi lưu diễn với Styles cả trong Harry Styles: Live on Tour và Love on Tour. Các thành viên khác trong ban nhạc của anh ấy bao gồm bass/ca sĩ hát chính Elin Sandberg, nghệ sĩ piano Niji Adeleye, người chơi nhạc cụ kiêm đạo diễn âm nhạc Pauli Lovejoy, ca sĩ/nghệ sĩ chơi đa nhạc cụ Ny Oh, bass Adam Prendergast, nghệ sĩ piano Yaffra, keyboard/ ca sĩ Claire Uchima và tay chơi guitar/keyboard/ ca sĩ Charlotte Clark. Jade Yamazaki Stewart của Seattle Times nói về ban nhạc "Love on Tour giống như một lễ hội nhạc rock những năm 1970 hơn là một buổi biểu diễn trên sân khấu thế kỷ 21 của một ngôi sao nhạc pop quốc tế".
Styles được các nhà phê bình nhận xét là một nghệ sĩ biểu diễn năng nổ quá mức kể từ năm 2015. Trong một bài đánh giá năm 2015 của Rolling Stone về buổi hoà nhạc của One Direction tại sân vận động MetLife, Rob Sheffield nói rằng "giống như đang xem đoạn phim Belmont Stakes vào năm 1973 - anh ấy dẫn trước những con ngựa khác 31 dặm, nhưng anh ấy tăng tốc độ vào cuối vì anh ấy yêu thích tốc độ". Styles không tiệc tùng hay sử dụng chất kích thích sau buổi biểu diễn vì anh ấy cố gắng tiếp việc buổi biểu diễn như một động viên để mang đến cho người hâm mộ buổi biểu diễn tốt nhất có thể. Craig McLean mô tả năng lượng của anh ấy trên sân khấu cho The Face vào năm 2022 là "sự phân khích luôn xuất hiện tại chỗ anh ấy đứng" mà "không thể cưỡng lại được". Sự xuất hiện trên sân khấu của anh ấy được ví như của Freddie Mercury và Mick Jagger, trong khi sự lôi cuốn và vui tươi của anh ấy khiến người ta so sánh với Rod Stewart.

## Hình tượng công chúng

### Ảnh hưởng

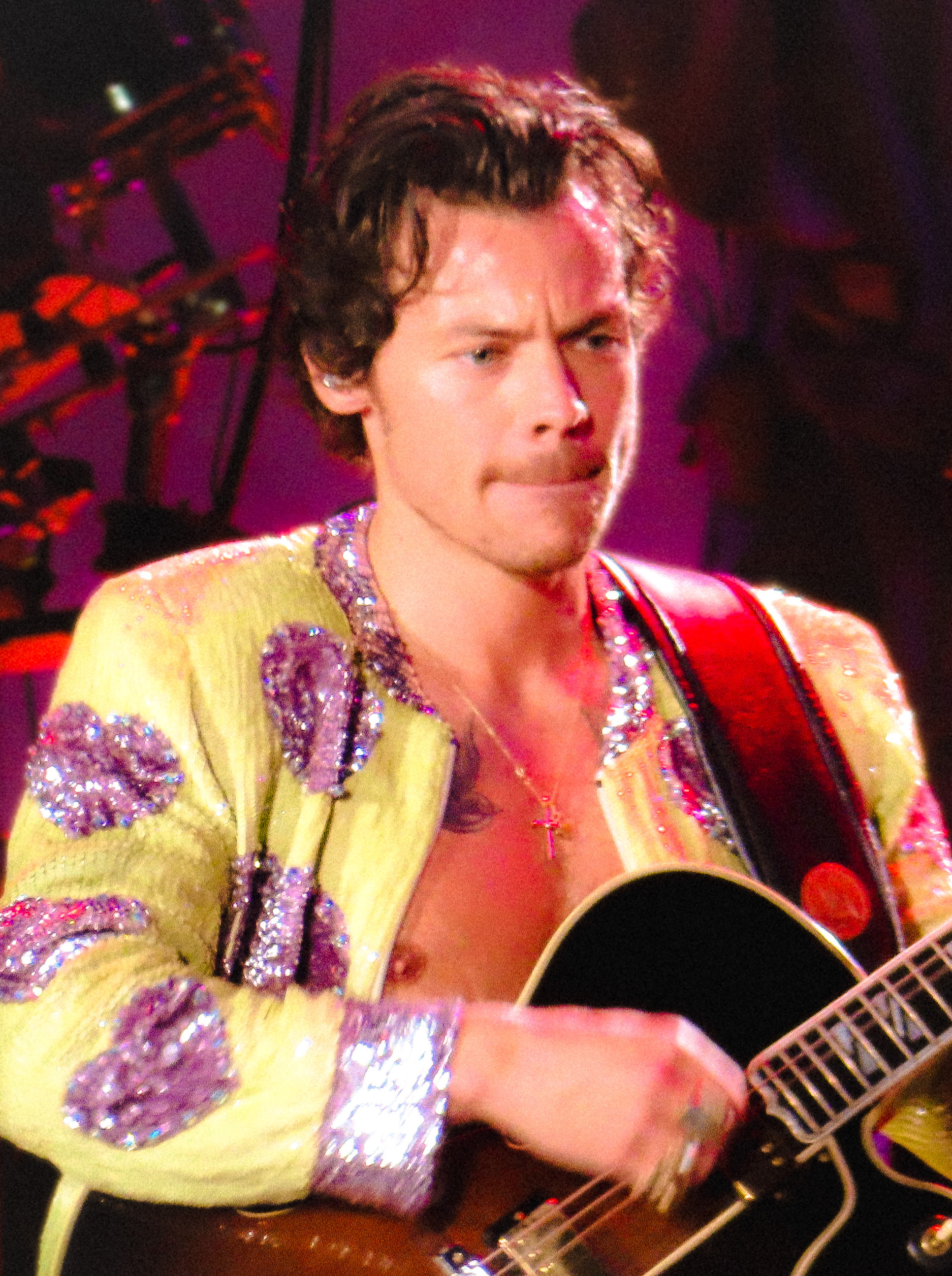
Styles tại Love On Tour năm 2022

Styles được coi là biểu tượng pop, và biểu tượng thời trang. Anh ấy là một trong những nghệ sĩ solo thành công nhất xuất thân từ một nhóm nhạc. Ben Beaumont-Thomas của The Guardian đã viết rằng anh ấy là "một ngôi sao đã thành công về quá trình chuyển đổi khó khăn nhất trong âm nhạc - từ một nhóm nhạc nam sang một nghệ sĩ solo - với sự chuyển mình hơn cả những bậc tiền bối thành công như Justin Timberlake và Robbie Williams". Ca sĩ-nhạc sĩ Stevie Nicks ví album Fine Line của anh ấy đến album Rumours của Fleetwood Mac và nhận xét rằng bà đã được anh truyền cảm hứng để viết nhạc và thơ mới.Forbes đã viết rằng với album thứ ba Harry's House, Styles đã đạt được doanh số bán đĩa trong tuần đầu tiên lớn hơn bất kỳ nhạc sĩ nào từng đạt được trước đây. Styles thông qua các buổi biểu diễn đã truyền cảm hứng thời trang cho người hâm mộ, khiến cho Fashionista gọi các buổi biểu diễn là "Met Gala của người hâm mộ anh ấy". Trang phục thường bao gồm sequins, mũ cao bồi hồng và khăn lông vũ và đã được đăng lên tạp chíVogue,The New York Times, và The New Yorker. Các tiểu thuyết lấy cảm hứng từ Styles bao gồm series After, Grace and the Fever và The Idea of You. Tiểu thuyết After chuyển thể thành phim đã được quay xong, và Anne Hathaway sẽ tham gia bộ phim chuyển thể sắp tới của The Idea of You.
Kể từ những năm đầu của One Direction, một nhóm người hâm mộ đã theo thuyết âm mưu đẩy thuyền, thường được gọi là "Larries", người hâm mộ đã tận tâm chứng minh rằng Styles và Louis Tomlinson, tên được ghép với nhau là "Larry Stylinson", là một cặp đôi bí mật bị kỳ thị đồng tính trong ngành âm nhạc. Các học giả Clare Southerton và Hannah McCann kết nối nhóm người hôm mộ với các dạng truyện như "queering" và truyện slash. Năm 2016, cặp đôi được đẩy thuyền này được coi là "một trong những yếu tố lớn nhất của cộng đồng người hâm mộ One Direction, chính nó là một trong những cộng đồng người hâm mộ lớn nhất trên internet". Về lý thuyết, điều này chủ yếu phổ biến trên mạng xã hội đã dẫn đến bắt nạt và quấy rối trực tuyến đối với bạn bè, gia đình, người yêu của của Styles và Tomlinson.
Styles là một trong những người dùng Twitter được theo dõi nhiều nhất, với hơn 38 triệu người theo dõi, và là một trong những tài khoản Instagram được theo dõi nhiều nhất ở Anh, với hơn 48 triệu người theo dõi. Anh cũng là một trong những nghệ sĩ được phát trực tuyến nhiều nhất mọi thời đại trên Spotify, bài hát "As It Was" của anh ấy được phát trực tuyến nhiều nhất năm 2022. Người hâm mộ của Styles được gọi là "Harries". Do sự nổi tiếng của mình, nam ca sĩ thường xuyên trở thành nạn nhân của những vụ bạo lực. Styles được vinh danh là nhạc sĩ được tìm kiếm nhiều thứ hai trên Google vào năm 2022, sau Taylor Swift. Có thông báo rằng năm 2023, Đại học bang Texas sẽ cung cấp một khoá học về Styles có tên là "Harry Styles and the Cult of Celebrity: Identity, the Internet and European Pop Culture". Năm 2022, Rolling Stone Anh vinh danh Styles là "Vua nhạc Pop mới", điều này đã vấp phải sự chỉ trích từ người hâm mộ và các thành viên gia đình của Michael Jackson.
Nhiều ca sĩ bày tỏ rằng họ được Styles truyền rất nhiều cảm hứng và mong muốn được làm việc với anh ấy. Các ca sĩ như SZA,Miley Cyrus,Elton John,Shania Twain,Olivia Rodrigo,Chris Stapleton,Mark Ronson,Halsey,Lorde,Matty Healy, và Troye Sivan đều bày tỏ mong muốn được hợp tác với Styles. Tuy nhiên, khi được hỏi về việc hợp tác với các ca sĩ khác, Styles lại nói đùa rằng anh ấy là một "ca sĩ phản xã hội".

### Thời trang
Trong thời gian hoạt động cùng One Direction, Styles thường mặc quần jean bó, áo phông trong suốt với các hoạ tiết hoa với những bộ vest đầy màu sắc cùng với đôi bốt đến mắt cá chân. Nicole Saunders của Billboard đã viết về phong cách của anh ấy là "nổi bật từ một thiếu niên mặc áo hoodie tím của Jack Wills cho đến sự pha trộn tinh tế giữa phong cách nhạc rock của thập niên 70 với cảm giác quyến rũ của chim ác là" trong suốt 5 năm hoạt động ở nhóm. Về thời gian của Styles trong One Direction, nhà văn Tim Sendra của AllMusic cho rằng "với tính cách quyến rũ và giọng hát uyển chuyển đã giúp anh ấy được coi là Timberlake của nhóm". Leah Greenblatt của Entertainment Weekly đã mô tả anh ấy là "một người có má lúm đồng tiền, vui vẻ khoác lên mình lớp áo choàng của Class Clown". Trong kỷ nguyên Four năm 2014 của nhóm, Styles bắt đầu cộng tác với nhà tạo mẫu Harry Lamber. Năm 2016 anh xuất hiện trên tạp chí Another Man, sau đó Anne T. Donahue của The Guardian đã gọi anh là "một người hoà vào nghệ thuật" người cung cấp "một thứ gì đó khác biệt hơn việc cởi trần" và viết thêm "trung thành với thế giới nghệ thuật và thời trang hơn là nhắm đến sự nổi tiếng". Chris Panye của Billboard cho rằng "năng lượng của Styles luôn bùng nổ lên như một ngôi sao nhạc rock".
Là mộ nghệ sĩ solo, Styles đã chọn cho mình những bộ đồ màu hồng tuỳ chỉnh "candyfloss", áo đính sequin, quần áo ống loe in hình và gu thẩm mỹ cao của Gucci. Erika Harwood của Vanity Fair đã nói rằng Styles đã đi từ "boy-bander" trở thành "người sảnh sỏi về những bộ vest sang trọng" khi mô tả sự thay đổi trong phong cách thời trang của anh ấy. Phong cách thời trang của anh ấy được đánh giá là "rực rỡ", "thời thượng" và "vui vẻ". Trích dẫn về việc sử dụng màu hồng của mình, Styles trích lời nhạc sĩ người Anh và tay bass của The Clash là Paul Simonon trong một cuộc phỏng vấn với Rolling Stone "màu hồng là màu rock & roll đích thực duy nhất", và anh ấy "cảm thấy thoải mái với cách nói chuyện của thời trang thông qua các phụ kiện nghệ thuật".

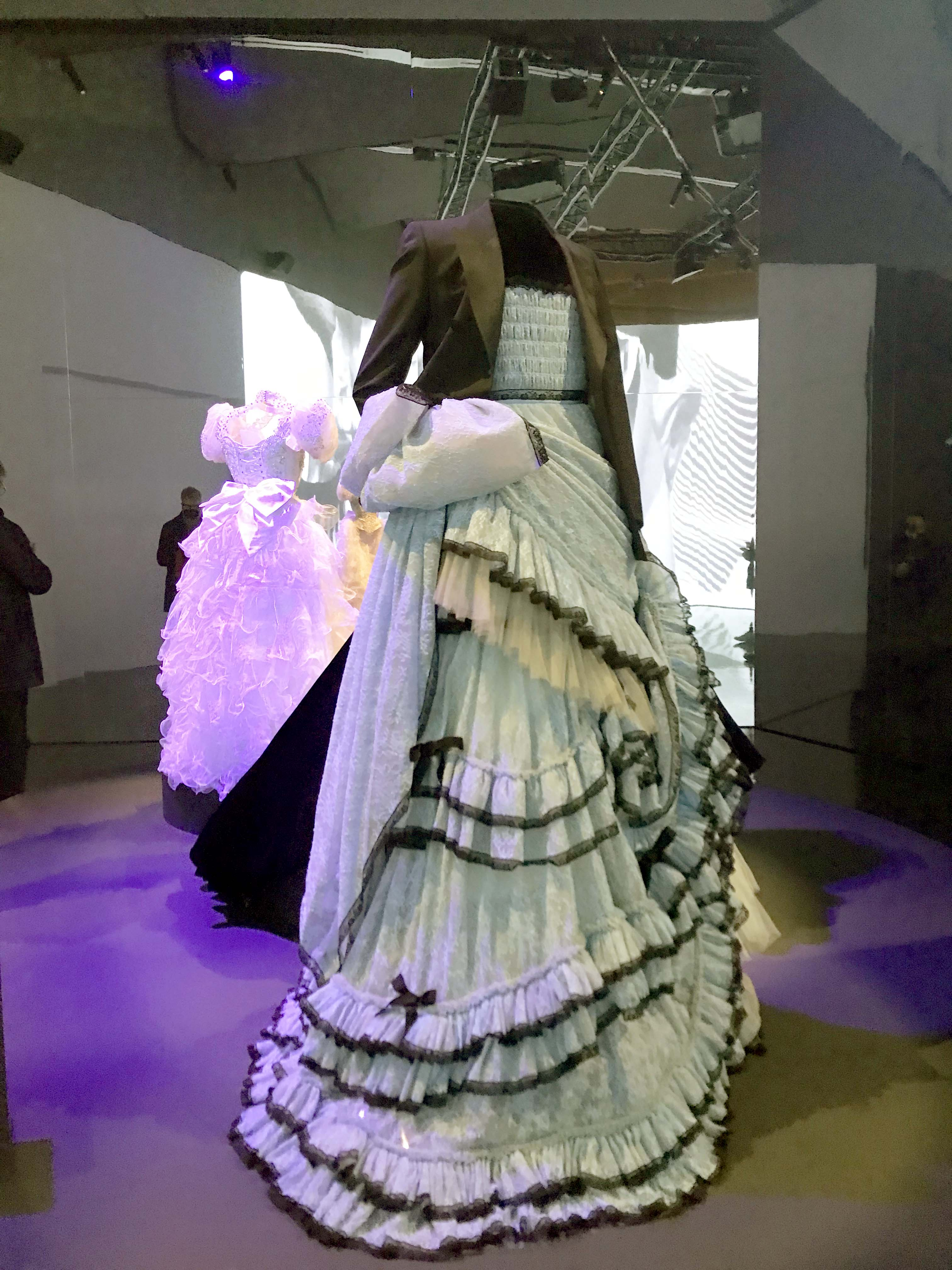
Chiếc váy Gucci do Styles mặc trên bìa tạp chí Vogue được trưng bày tại bảo tàng Victoria và Albert

Styles bắt đầu mặc áo vest len, quần baggy lưng cao và vòng cổ ngọc trai vào năm 2019, điều này đã khiến Jacob Gallagher của The Wall Street Journal gọi anh là "người phổ biến vòng cổ ngọc trai cho nam giới". Tom Lamont của The Guardian đã viết rằng một số lựa chọn thời trang của Styles đã góp phần vào "một cuộc thảo luận chính trị quan trọng về thời trang theo giới tính". Năm 2020, Styles trở thành người đàn ông đầu tiên xuất hiện solo trên trang bìa của tạp chí Vogue cho số tháng 12. Các nhà bình luận cánh hữu chỉ trích anh vì mặc môt chiếc váy Gucci màu xanh trên trang bìa, Candace Owens yêu cầu xã hội phải "Mang những người đàn ông nam tính trở lại", và Ben Shapiro của The Daily Wire đã gọi trang bìa là "một cuộc trưng cầu dân ý về nam tính để đàn ông mặc những bộ váy bồng bềnh". Styles đáp lại các lời chỉ trích bằng cách nói "Không mặc [thứ gì đó] vì đó là quần áo của phụ nữ, như vậy bạn đã đóng cửa cả một thế giới quần áo tuyệt vời" và "điều thú vị lúc này là bạn có thể mặc những gì mà mình thích" và dòng "ngày càng trở nên mờ nhạt". Quyết định mặc một chiếc váy, kết hợp với việc từ chối dán nhãn giới tính của mình, đã khiến anh ấy bị cáo buộc hành động là queerbaiting. Vào năm 2022, chiếc váy Gucci mà anh ấy mặc trên trang bìa của tạp chí đã được đưa vào triển lãm của Bảo tàng Victoria và Albert có tên "Fashioning Masculinities: The Art of Menswear". Một số trang phục khác của Styles đã được trưng bày trong viện bảo tàng bao gồm, một bộ đồ nhung xanh trong Đại sảnh Danh vọng Rock and Roll và một bộ đồ da trong Bảo tàng Grammy ở L.A. Live.

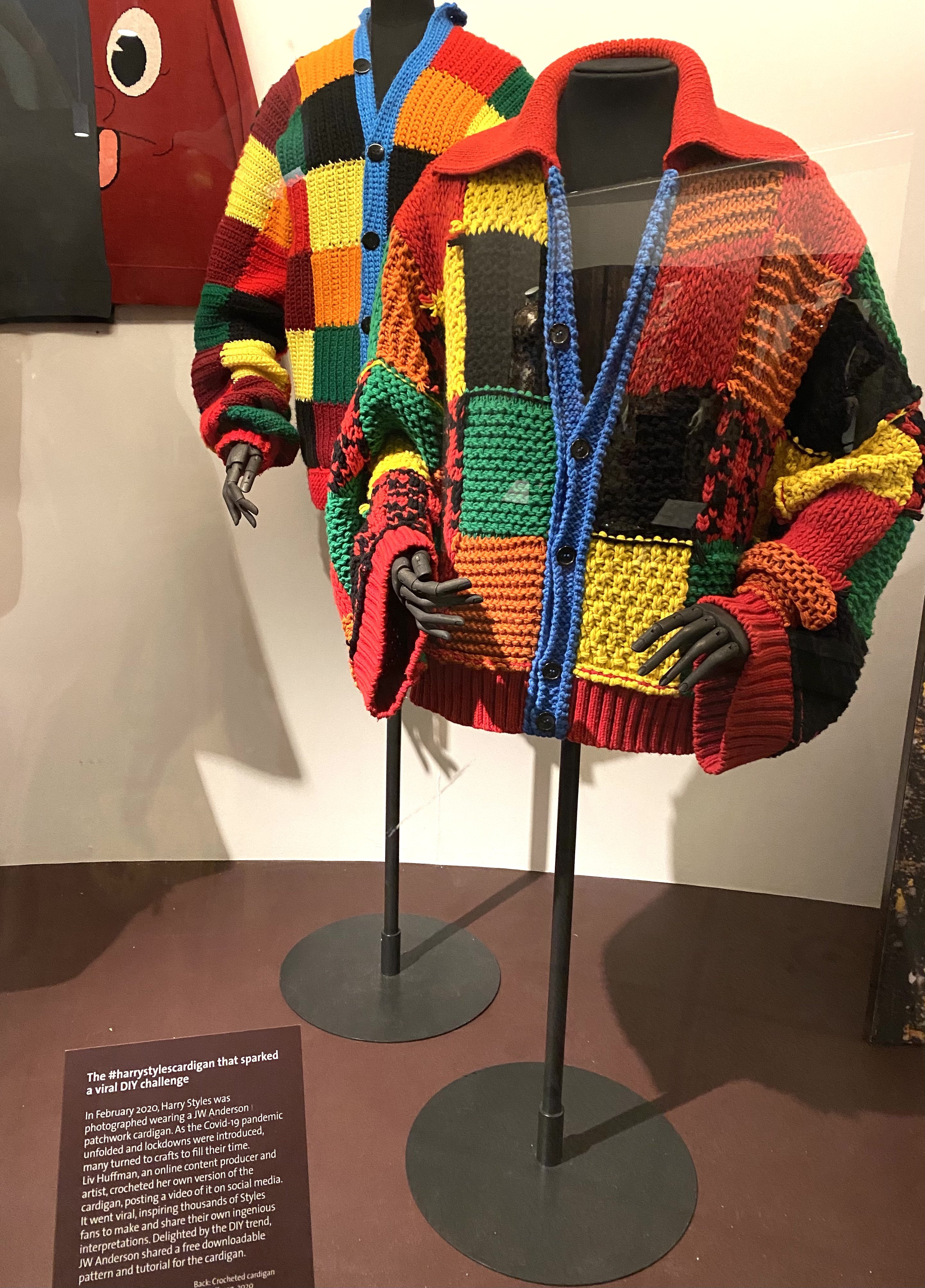
Chiếc áo cardigan đan len của JW Anderson được Styles mặc được trưng bày tại bảo tàng Victoria và Albert ở London

Styles thường làm các tác phẩm của các nhà thiết kể nhỏ nổi bật. Trong thời gian phong tỏa, chiếc cardigan đan len của JW Anderson mà Styles mặc trong buổi diễn tập cho Today năm 2020 đã lan truyền trên TikTok khi Anderson cung cấp mẫu miễn phí trực tuyến. Bảo tàng V&A đã mua lại chiếc cardigan đan len vào tháng 11 năm 2020, gợi lên cơn sốt lan truyền này là "hiện tượng văn hoá nói lên sức mạnh của sự sáng tạo và mạng xã hội trong việc gắn kết mọi người lại với nhau trong thời điểm khó khăn cùng cực này".
Anh đã giành được British Style Award tại Lễ trao giải thời trang năm 2013, Styles đứng thứ tư trong danh sách 50 người đàn ông mặc đẹp nhất năm 2018 của GQ Anh, trong đó nhà thiết kế Michael Kors nhận xét anh là "hiện thân hiện đại của phong cách rocker Anh, sắc sảo, nổi bật, màu sắc và mặc lên nó với sự kiêu hãnh không hối lỗi". Năm 2020, anh được GQ bình chọn là "Người đàn ông phong cách nhất năm". Styles cũng lần lượt được xếp thứ nhất và thứ năm trong danh sách "50 chàng trai khoẻ mạnh nhất" của tạp chí Vogue Anh vào năm 2016 và 2017, và được bình chọn là "Nam ca sĩ nhạc pop quyến rũ nhất" trong ba năm liên tiếp từ 2016 đến 2018 trong một cuộc thăm dò mạng radio Capital của Anh. Năm 2020, anh được vinh danh là người đàn ông có ảnh hưởng nhất trong thời trang.GQ vinh danh Styles là ca sĩ ăn mặc đẹp nhất thế giới. Styles được giới thiệu là một phần của Business of Fashion's Class of 2022, một sự rõ ràng về những người đang định hình ngành thời trang toàn cầu.
Vào năm 2022, Styles đã thiết kế một bộ sưu tập chung với cựu thiết kế sáng tạo của Gucci, Alessandro Michele, mang tên "Ha Ha Ha" theo tên viết tắt đầu tiên của họ và cách họ ký lời nhắn cho nhau theo truyền thống nhiều năm. Ra mắt tại Tuần lễ Thời trang Milan, bộ sưu tập bao gồm những bộ đồ len và nhung được thiết kế riêng, áo khoác vải tuýt, váy kẻ sọc, áo sơ mi bowling và bộ đồ ngủ in hình.
Styles đã được ghi nhận cho nhiều xu hướng và các làn sóng phổ biến khác nhau của các mặt hàng trong thời trang. Styles nổi bật nên nhờ các mặt hàng như vòng cổ ngọc trai, áo sơ mi Hawaii, quần áo móc, bốt Chelsea, khăn choàng lồng vũ và quần ống rộng. Năm 2023, Styles được vinh danh cùng với Beyoncé và Taylor Swift nổi bật nên với những trang phục cầu kỳ trong mỗi buổi hoà nhạc, mô phỏng văn hoá người hâm mộ của những năm 60. Sau khi Styles mang đôi Adidas Gazelles như một phần của trang phục biểu diễn trong chuyến lưu diễn Love On Tour, Adidas đã chính thức đổi tên đôi giày trên cửa hàng trực tuyến của họ thành "Satellite Stompers" để vinh danh Styles đã làm sống lại đôi giày và biệt danh của những người hâm mộ. Vào năm 2024, Styles đã đầu tư một phần cổ phiếu vào hãng thời trang mới nổi của Anh S.S Daley.

## Đời sống cá nhân
Styles dành thời gian ở giữa hai căn nhà một căn ở Bắc Luân Đôn, trước đây anh sống trên Sunset Strip ở Los Angeles. Anh ấy đã bán căn hộ ở Los Angeles của mình, vì vỡ mộng với thành phố. Anh ấy cũng sở hữu một căn hộ ở Manhattan. Anh ấy đã sống ở trên gác mái của nhà sản xuất Ben Winston ở Hampstead Heath, London, trong 20 tháng khi mới bắt đầu sự nghiệp và cùng lúc đấy anh cũng đang tìm cho mình một ngôi nhà riêng.
Styles tin vào nghiệp, và khi Chelsea Handler hỏi liệu anh ấy có tin vào Chúa không, anh ấy nói rằng anh ấy coi mình là người "tâm linh hơn là tôn giáo" và "thật ngây thơ khi nói rằng không có gì tồn tại và không có gì ở trên chúng ta hoặc mạnh mẽ hơn chúng ta". Trong một cuộc phỏng vấn năm 2020 với tạp chíVogue, Styles chia sẻ rằng anh tập pilates và thiền hằng ngày. Anh ấy cũng thường xuyên tham gia trị liệu.
Anh ấy chia sẻ với tạp chí Vogue trong cùng một phỏng vấn rằng anh ấy tuân theo chế độ ăn kiêng pescatarian. Vào năm 2022, khi người hâm mộ ném cốm gà lên sân khấu trong một buổi biểu diễn và hô vang anh ấy lên ăn một miếng, anh ấy đã trả lời rằng "Tôi không ăn thịt gà, xin lỗi, tôi không ăn thịt", anh ấy đã nhận được PETA của năm 2022 cho Khoảnh khắc lan truyền hay nhất dành cho động vật.
Vào tháng 5 năm 2019, Styles được vinh danh ở thứ hai trong Danh sách những nhạc sĩ dưới ba mươi tuổi giàu nhất ở Anh theo Sunday Times Rich List, với giá trị tài sản ròng ước tính 50 triệu bảng Anh, trước đó anh cũng đứng thứ ba trong danh sách năm trước với giá trị tài sản ròng ước tính là 50 triệu bảng Anh. Anh ấy duy trì vị trí thứ hai trong danh sách vào năm 2020 và 2021, với giá trị tài sản ròng ước tính lần lượt là 63 triệu bảng Anh và 75 triệu bảng Anh. Anh ấy đứng đầu danh sách vào năm 2022, trở thành nhạc sĩ dưới ba mươi tuổi giàu nhất Anh, với giá trị tài sản ròng ước tính khoảng 100 triệu bảng Anh.

### Các mối quan hệ
Từ tháng 11 năm 2011 đến tháng 1 năm 2012, Styles 17 tuổi hẹn hò với người dẫn chương trình truyền hình Caroline Flack, mối quan hệ của họ đã gây ra nhiều tranh cãi vì cô ấy hơn anh 14 tuổi. Anh đã có một khoảng thời gian hẹn hò ngắn với ca sĩ-nhạc sĩ người Mỹ Taylor Swift sau đó vào năm 2012, dẫn đến những suy đoán của người hâm mộ và giới truyền thông về việc họ viết bài hát về nhau sau khi chia tay. Từ năm 2017 đến 2018, Styles có mối quan hệ với người mẫu người Mỹ gốc Pháp Camille Rowe, người đã truyền cảm hứng cho album năm 2019 của anh ấy Fine Line. Từ tháng 1 năm 2021 cho đến tháng 11 năm 2022, Styles có quan hệ tình cảm với nữ diễn viên kiêm đạo diễn Olivia Wilde.

### Giới Tính & Xu Hướng Tính Dục
Styles đã được nhiều lần hỏi về xu hướng tính dục của anh ấy trong các cuộc phỏng vấn kể từ khi anh ấy 19 tuổi  Khi được hỏi trong một cuộc phỏng vấn năm 2013 với GQ Anh rằng liệu anh ấy có phải là người song tính hay không, anh trả lời "Song tính? Tôi ư? Tôi không nghĩ như vậy. Tôi khá chắc là mình không". Vào năm 2017, khi được hỏi liệu anh ấy có xác định rõ giới tính của mình hay không, anh trả lời "Không, tôi chưa bao giờ cảm thấy thực sự cần phải như vậy. Tôi không cảm thấy đó là điều mà tôi từng cảm thấy như phải giải thích về bản thân mình". Khi The Guardian vào năm 2019 đặt câu hỏi về tính xác thực của phong cách ăn mặc màu sắc và sự mơ hồ về giới tính được nhận thức của anh ấy, anh chia sẻ:
Có phải tôi đang gieo giắc sự mơ hồ về giới tính và nó trở nên thật thú vị không? Không... về cách tôi ăn mặc như thế nào và bìa album sẽ như thế nào, tôi có xu hướng đưa ra quyết định về những cộng tác viên mà tôi muốn làm việc cùng. Tôi muốn mọi thứ nhìn theo một cách nhất định. Không phải vì nó trông tôi giống người đồng tính, hay giống người dị tính, hay người song tính, mà vì tôi nghĩ nó sẽ trông rất tuyệt. Và hơn thế nữa, tôi không biết nữa, tôi chỉ nghĩ giới tính là một điều rất thú vị, thật đấy? Tôi không thể nói rằng, tôi đã suy nghĩ nhiều hơn như thế.

Trong một cuộc phỏng vấn năm 2022 với Better Homes and Gardens, Styles nói rằng việc kỳ vọng anh ấy công khai xu hướng tình dục của mình là "lỗi thời". Anh ấy trả lời "Tôi đã thực sử cởi mở với bạn bè của mình, nhưng đó là kinh nghiệm cá nhân của tôi, nó là của tôi", và "toàn bộ những gì mà chúng ta hướng tới, đó là hướng tới việc chấp nhận mọi người và cởi mở hơn, phải không? Không thành vấn đề, đó là việc chúng ta không cần xác định mọi thứ, không cần phải làm rõ rằng bạn đang hướng tới những gì".

## Từ thiện và vận động chính sách

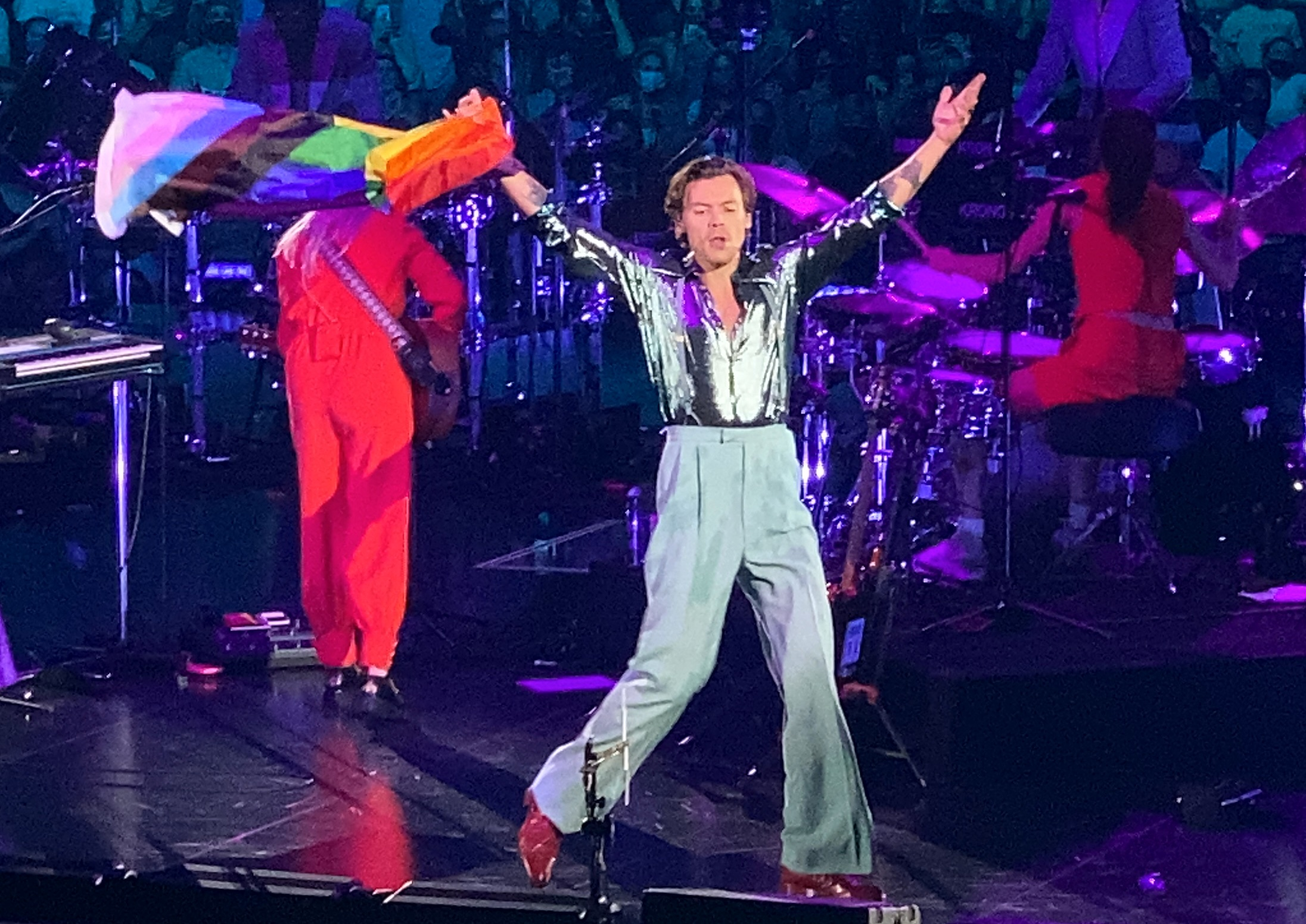
Styles vẫy cờ tự hào ở Little Rock, Arkansas, vào tháng 11 năm 2021

Năm 2013, Styles và thành viên nhóm One Direction và Liam Payne trở thành đại sứ cho tổ chức từ thiện ung thư Trekstock, quyên góp được 800.000 đô la Mỹ thông qua nền tảng gây quỹ trực tuyến Prizeo Khi nhà thờ Baptist Westboro tổ chức buổi hoà nhạc cho One Direction vào năm 2013, Styles đã đăng lên Twitter rằng anh ấy "tin vào quyền bình đẳng cho mọi người". Năm 2014, Styles tham gia chiến dịch #FirstSnog về quyền LGBT của Stonewall để kỷ niệm 25 năm thành lập và thể hiện sự ủng hộ dành cho Michael Sam, cầu thủ đầu tiên công khai là đồng tính được tuyển chọn bởi một đội NFL, bằng cách mặc áo đấu của anh ấy trên sân khấu trong buổi biểu diễn của One Direction ở St. Louis. Styles thường xuyên vẫy những lá cờ tự hào do người hâm mộ ném lên sân khấu tại các buổi biểu diễn và anh ấy luôn giúp cho người hâm mộ công khai trong các phần chương trình khi anh ấy tham gia trò chuyện cùng với khán giả. Người hâm mộ LGBT gọi các buổi biểu diễn của Styles là "một không gian an toàn". Một số người hâm mộ đồng tính nữ và lưỡng tính của anh ấy gọi anh ấy là "biểu tượng đồng tính nữ". Anh ấy đã nhận được danh hiệu từ Gay Times cho Người ủng hộ LGBTQ.
Năm 2014, Styles ủng hộ chiến dịch bình đẳng giới HeForShe của Emma Watson. Năm 2015, anh tài trợ cho các giếng nước ở Ấn Độ thông qua Drop4Drop để ủng hộ chiến dịch Ngày Nước Thế giới của Life Water. Năm sau, anh đã hiến tóc của mình cho tổ chức từ thiện Little Princess Trust của Anh, nơi cung cấp và tài trợ tóc giả làm bằng tóc thật cho trẻ em bị rụng tóc do bệnh tật. Vào tháng 5 năm 2017, để kỷ niệm việc phát hành album đầu tay, anh ấy đã tổ chức các buổi biểu diễn thân mật tại The Garage ở London và tại Troubadour ở Los Angeles, với tất cả số tiền thu được sẽ mang đến cho các tổ chức từ thiện. Tháng 10 năm đó, anh ấy biểu diễn tại buổi hòa nhạc We Can Survive của CBS Radio tại Hollywood Bowl để nâng cao nhận thức về việc ung thư vú. Chuyến lưu diễn đầu tiên của Styles đã quyên góp được 1,2 triệu đô la Mỹ tiền quyên góp từ thiện từ việc bán vé, đóng góp của Live Nation và chiến dịch Pride của GLSEN cho 62 tổ chức từ thiện trên khắp thế giới, trong khi đó chuyến lưu diễn thứ hai của anh đã quyên góp được 1 triệu đô la Mỹ cho các đối tác từ thiện Physicians for Reproductive Health, Black Voters Matter và Choose Love, cũng như các nỗ lực của địa phương bao gồm viện trợ cho các gia đình thiếu lương thực gặp khó khăn trong kỳ nghỉ lễ. Cả hai chuyến lưu diễn cũng thúc đẩy việc tiết kiệm nước thông qua tái chế và giảm sử dụng chai nước bằng nhựa.
Vào năm 2018, cửa hàng trực tuyến của anh ấy đã bán áo phông với khẩu hiệu "Treat People With Kindness" in hình cầu vồng cho Tháng tự hào, với lợi nhuận mang lại cho GLSEN. Năm đó, Styles cũng đăng tweet ủng hộ bản kiến nghị March for Our Lives, và thêm các nhãn dán "Black Lives Matter" và "End Gun Violence" lên cây đàn guitar của mình. Styles xác định mình là theo chủ nghĩa nữ quyền. Vào tháng 12 năm 2019, khi trả lời câu hỏi phỏng vấn về việc không sử dụng sức ảnh hưởng của mình thường xuyên hơn để hỗ trợ các vấn đề, Styles trả lời:
Về vấn đề này. Bởi vì tôi muốn, khi nói một điều gì đó, để mọi người có thể hiểu hết ý nghĩa của nó. Thành thật mà nói tôi vẫn luôn tìm kiếm một thứ gì đó, bạn biết đấy. Điều gì đó mà tôi thực sự có thể đứng lên bảo vệ, và đứng sau giống như: Đây Là Cuộc Chiến Của Cuộc Đời Tôi. Có một sức mạnh để làm một việc. Bạn muốn toàn bộ trọng lượng của bạn đằng sau nó.

Về các tác động của các sự kiện như Brexit, phong trào Black Lives Matter và nhiệm kỳ tổng thống của Donald Trump đối với bài hát "Sign of the Times" anh ấy chia sẻ "Chúng ta đang ở trong thời kỳ khó khăn tôi nghĩ chúng ta đang gặp nhiều khó khăn. Nhưng tình cờ chúng ta đang ở vào thời điểm mà mọi thứ xảy ra trên khắp thế giới tuyệt đối không thể bỏ qua. Tôi nghĩ sẽ thật kỳ lạ nếu không thừa nhận những gì đang diễn ra.". Styles nghiêng về chính trị cánh tả, và anh đã đến thăm Thượng Nghị viện Vương quốc Liên hiệp Anh và Bắc Ireland vào năm 2016 để tham dự một cuộc thảo luận về Brexit theo lời mời của Lord Winston - người ngang hàng với Công Đảng Anh. Về Brexit, anh tuyên bố rằng "bất cứ điều gì mang mọi người gần nhau hơn đều tốt hơn những thứ khiến mọi người xa cách" và nói rằng nó tượng trưng cho "sự đối lập với thế giới [anh ấy] muốn ở".
Trước vụ sát hại của George Floyd vào tháng 5 năm 2020, Styles đã thể hiện sự ủng hộ của mình đối với Black Lives Matter, kêu gọi người hâm mộ chia sẻ và quyên góp ủng hộ, đồng thời cam kết quyên góp vào quỹ bảo lãnh cho các nhà hoạt động trong chiến dịch Black Lives Matter bị bắt. Anh ấy đã tham gia vào cuộc biểu tình Black Lives Matter ở Los Angeles vào tháng sau. Mặc dù là người Anh, Styles đã ủng hộ Joe Biden trong cuộc bầu cử tổng thống Hoa Kỳ 2020. Vào ngày 2 tháng 6 năm 2022, Styles thông báo rằng anh ấy sẽ quyên góp tiền quảng cáo của mình từ chiến dịch quảng bá âm thanh cho AirPods của Apple cho Uỷ ban cứu hộ Quốc tế, một tổ chức viện trợ nhân đạo toàn cầu đang ứng phó với hơn sáu triệu người tị nạn buộc phải chạy trốn khỏi Ukraina.

### Treat People with Kindness
"Treat People with Kindness", viết tắt là "TPWK", là khẩu hiệu được Styles sử dụng để quảng bá thông điệp về tình yêu, sự chấp nhận và lòng tốt của anh ấy đối với người khác. Styles bắt đầu sử dụng khẩu hiệu này trong chuyến lưu diễn đầu tay năm 2017 trên một huy hiệu trên cây đàn guitar và hàng hoá trong chuyến lưu diễn của anh ấy, bao gồm cả áo phông Pride được bán để gây quỹ cho GLSEN.
Vào tháng 10 năm 2019, áp phích quảng cáo bao gồm cụm từ "Do you know who you are" và từ viết tắt "TPWK" được thấy ở London, Tokyo, Los Angeles, New York và Úc, người hâm mộ có thể kết nối các áp phích với Styles và việc phát hành album mới của anh ấy vì có liên quan đến phương châm "Treat People with Kindness" của anh ấy. Đồng thời, để đánh dấu Ngày Sức khỏe tâm thần thế giới, Styles đã tung ra một bot trang web có tên "Do You Know Who You Are" mang đến cho mọi người những thông điệp ngẫu nhiên tích cực bằng cách sử dụng các từ như 'bright', 'determined', 'loving' và 'wonderful' (hay tạm dịch 'tươi sáng', 'quyết tâm', 'yêu thương' và 'tuyệt vời') và kết thúc bằng "TPWK. LOVE, H".

## Danh sách đĩa nhạc
- Harry Styles (2017)
- Fine Line (2019)
- Harry's House (2022)

## Lưu diễn
- Harry Styles: Live on Tour (2017-2018)
- Harry Styles: Love on Tour (2021-2023)

## Sự nghiệp điện ảnh

### Điện ảnh
| Year | Title               | Vai diễn       | Đạo diễn          | Ref.    |
| ---- | ------------------- | -------------- | ----------------- | ------- |
| 2017 | Cuộc di tản Dunkirk | Alex           | Christopher Nolan | [ 343 ] |
| 2021 | Chủng tộc bất tử    | Eros / Starfox | Chloé Zhao        | [ 344 ] |
| 2022 | Em yêu đừng sợ      | Jack Chambers  | Olivia Wilde      | [ 345 ] |
| 2022 | My Policeman        | Tom Burgess    | Michael Grandage  | [ 346 ] |

### Phim tài liệu
| Year | Tên phim                                       | Vai diễn |
| ---- | ---------------------------------------------- | -------- |
| 2013 | One Direction: This Is Us                      | Bản thân |
| 2014 | One Direction: Where We Are – The Concert Film | Bản thân |
| 2017 | Harry Styles: Behind the Album                 | Bản thân |

### Truyền hình
| Năm        | Tên phim                            | Vai diễn           | Ghi chú                     | Ref. |
| ---------- | ----------------------------------- | ------------------ | --------------------------- | ---- |
| 2012       | iCarly                              | Bản thân           | Tập: "iGo One Direction"    |      |
| 2012–2019  | Saturday Night Live                 | Khách mời âm nhạc  | 5 tập (3 với One Direction) |      |
| 2017       | Harry Styles at the BBC             | Bản thân           | Chương trình đặc biệt       |      |
| 2017, 2019 | The Late Late Show với James Corden | Khách mời          | 2 tập                       |      |
| 2018       | Happy Together                      | Executive producer |                             |      |

## Chú giải
1. ↑  Cha anh ấy giải thích rằng anh ấy không sinh ra tại Bromsgrove, nơi đăng kí khai sinh cho anh [6]

1. ↑  Các giải thưởng với tư cách là thành viên của One Direction, xem thêm ở Danh sách giải thưởng và đề cử của One Direction